# Simon Mawer
Simon Mawer, né en Angleterre le 18 septembre 1948 et mort le 12 février 2025 à Rome, est un écrivain britannique qui a vécu en Italie.

## Biographie
Simon Mawer est diplômé en zoologie de l'université d’Oxford. En plus d'enseigner la biologie, il se lance dans l'écriture de romans.

## Œuvre
- Chimera (1989)
- A Place in Italy (1992) (non-fictionnel)
- The Bitter Cross (1992)
- A Jealous God (1996)
- Mendel's Dwarf (1997), traduit en français sous le titre Le Nain de Mendel (Calmann-Lévy, 1998)
- The Gospel of Judas (2000), traduit en français sous le titre L'Évangile selon Judas (Flammarion, 2002)
- The Fall (2003), traduit en français sous le titre Faille intime  (Archipoche, 2011)
- Swimming to Ithaca (2006)
- Gregor Mendel: Planting the Seeds of Genetics (2006) (non-fictionnel)
- The Glass Room (2009), traduit en français par Céline Leroy sous le titre Le Palais de verre (2012)[2]

### SérieMarian Sutro
- The Girl who fell from the sky (usa) / Trapeze (en) (2012), traduit en français sous le titre La Fille qui tombe du ciel (2014)
- Tightrope (2015)